# Casino Jack
A Casino Jack (bizonyos területeken 'Bagman' néven ismert) 2010-ben bemutatott kanadai vígjáték-drámafilm, amelyet George Hickenlooper rendezett Kevin Spacey főszereplésével. Spacey-t Abramoff megformálásáért Golden Globe-díj a legjobb férfi főszereplőnek – zenés film vagy vígjáték - kategóriában jelölték, de végül veszített Paul Giamatti ellen, aki a Barney és a nők című filmben jól szerepelt.
Egy nagymenő washingtoni lobbista és pártfogoltja csúfos bukást szenved, amikor a befolyással való kereskedésük korrupcióhoz és gyilkossághoz vezet.

## Cselekmény
Jack Abramoff engedélyezett lobbista Washingtonban. Egy nagy ügyvédi irodában dolgozik, és a washingtoni politikai körökben meglévő kapcsolatai segítségével segíti ügyfeleit érdekeik érvényesítésében. Kollégájával, Michael Scanlonnal együtt egy észak-amerikai indián törzset próbál ügyfélnek megszerezni. A törzs egy pénzügyileg igen sikeres kaszinót működtet a rezervátumukban. Egy szomszédos törzs azonban szintén kaszinót akar nyitni, és ez veszélyeztetné a meglévő kaszinó létét. 30 millió amerikai dollár ellenében Jack felajánlja, hogy politikai eszközökkel megakadályozza az új kaszinó építését.
Jackre a felettese nyomást gyakorol, hogy jobban használja ki politikai kapcsolatait, hogy nagyobb és jövedelmezőbb ügyfeleket szerezzen. Egy ügyvéd barátja befektetőt keres egy pénzügyi nehézségekkel küzdő, floridai Casino Ships céghez, és reméli, hogy Jack segíthet neki a kapcsolatai révén. A hajók görög üzemeltetője, Gus Boulis bajba került a törvénnyel. A nyomozók nyomást gyakorolnak rá, hogy adja el a hajókat. Jack tervet készít, hogy 145 millió dollárért maga is beszáll az üzletbe. Hogy elkerülje, hogy maga is nyilvános befektető legyen, Jack Adam Kidant, egy matracárust akar bevonni bábként és befektetőként. Kidan kezdetben nem örül az ajánlatnak. Végül azonban a fedélzetre száll, és átadja a tervet, hogy megszerezze az irányítást a kaszinóhajók felett.
Jack Abramoff kezdetben nem tudja meggyőzni az indián törzs vezető testületét, hogy elfogadja az ajánlatát. Annak érdekében, hogy mégis megnyerjék a szerződést, Jack és Michael úgy döntenek, hogy befolyásolják a törzs vezető tanácsának közelgő választását, hogy olyan emberek irányítsák, akik nyitottak az ajánlatukra. Ez végül lehetővé teszi számukra, hogy megnyerjék a jövedelmező szerződést. Jack és Michael kétes szolgáltatásokkal és felfújt számlákkal sikkasztani kezdi az indián törzs pénzét.
Gus Boulis kezdetben vonakodik eladni kaszinóhajó-flottáját. Jack azonban politikai kapcsolatai révén nyomást tud gyakorolni Gusra, és végül egy Adam Kidan által hamisított átutalással megszerzi a kaszinóhajók feletti ellenőrzést. Mivel Jack megsértette az ügyvédi iroda etikai elveit azzal, hogy Adam Kidan szalmabábun keresztül megszerezte a kaszinóhajókat, kirúgják. 
Jacket és csapatát azonban azonnal felveszi egy másik ügyvédi iroda. Jack Abramoff hatalma csúcsán japán éttermet és kóser éttermet nyit Washingtonban, és magániskola építését tervezi.
Gus Boulis nagyon feldúlt az alattomos befolyással való üzérkedés miatt, ezért egy golyóstollal súlyosan megsebesíti Adam Kidant. Ennek eredményeként Adam megkéri Big Tony-t, hogy tartsa távol Gust a hátától. Ahelyett, hogy Gust egyszerűen csak kordában tartaná, Gust Big Tony megöli.
Mivel Michael Scanlon megcsalja menyasszonyát, Emily Millert egy stewardesszel, Emily az FBI-hoz fordul, hogy feljelentse Michael és Jack illegális üzelmeit az indián törzs kárára. Susan Schmidt, a Washington Post riportere egy ideje már kutatja az indián kaszinókat és a lobbisták részvételét. Emily Millertől további információkat szerez, és azokat nyilvánosságra hozza. A nyilvános botrány miatt Jacknek felmondanak az ügyvédi irodában.
Jack Abramoffot, Michael Scanlont és a többi érintettet letartóztatják. Michael megelőzi Jacket, és koronatanúként sikerül alkut kötnie az igazságszolgáltatással, így elkerülve a börtönbüntetést. Jacket beidézik egy parlamenti vizsgálóbizottság elé, de ügyvédje tanácsára megtagadja a vallomástételt. Jacket és a többi érintettet börtönbüntetésre ítélik és kártérítésre kötelezik.

## Szereplők
- Kevin Spacey – Jack Abramoff
- Kelly Preston – Pam Abramoff
- Rachelle Lefevre – Emily J. Miller
- Barry Pepper – Michael Scanlon
- Jon Lovitz – Adam Kidan
- John David Whalen – Kevin A. Ring
- Yannick Bisson – Oscar Carillo
- Graham Greene – Bernie Sprague
- Eric Schweig – Poncho főnök
- Maury Chaykin – Big Tony
- Christian Campbell – Ralph Reed
- Spencer Garrett – Tom DeLay
- Joe Pingue – Anthony Ferrari
- David Fraser – Karl Rove
- Jeffrey R. Smith – Grover Norquist
- Daniel Kash – Gus Boulis
- Conrad Pla – Hanley ügynök
- Hannah Endicott-Douglas – Sarah Abramoff
- Ruth Marshall – Susan Schmidt
- Reid Morgan – Brian Mann
- Duke Redbird – Nighthorse szenátor

## Filmkészítés

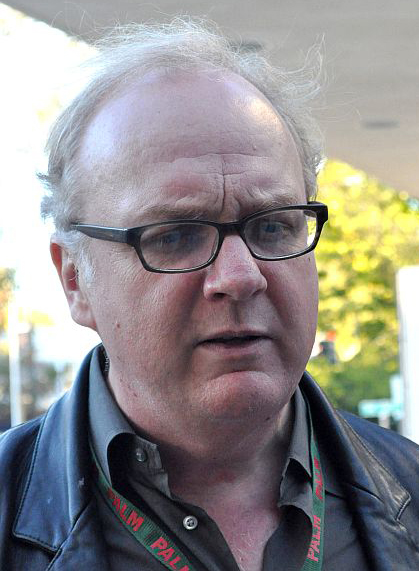
George Hickenlooper rendező a film vetítésén a 18. Hamptons Nemzetközi Filmfesztiválon 2010. október 8-án (East Hampton, New York)

A forgatás 2009 júniusában zajlott a kanadai Ontario államban, Hamilton különböző helyszínein, többek között a McMaster Egyetemen és Hamilton belvárosában. A filmet 2010 decemberére tervezték, és a Torontói Nemzetközi Filmfesztiválon mutatták be.
Ez volt Hickenlooper utolsó filmje. 2010. október 29-én halt meg, hét héttel a tervezett 2010. december 17-i országos bemutató előtt.

## Fordítás
- Ez a szócikk részben vagy egészben  a   Casino Jack című angol Wikipédia-szócikk fordításán alapul.  Az eredeti cikk szerkesztőit annak laptörténete sorolja fel. Ez a jelzés csupán a megfogalmazás eredetét és a szerzői jogokat jelzi, nem szolgál a cikkben szereplő információk forrásmegjelöléseként.